# Great Falls (Carolina do Sul)
Great Falls é uma cidade  localizada no estado norte-americano de Carolina do Sul, no Condado de Chester.

## Demografia
Segundo o censo norte-americano de 2000, a sua população era de 2194 habitantes.
Em 2006, foi estimada uma população de 2069, um decréscimo de 125 (-5.7%).

## Geografia
De acordo com o United States Census Bureau tem uma área de
11,4 km², dos quais 11,0 km² cobertos por terra e 0,4 km² cobertos por água. Great Falls localiza-se a aproximadamente 163 m acima do nível do mar.

## Localidades na vizinhança
O diagrama seguinte representa as localidades num raio de 20 km ao redor de Great Falls.